# Кирил Міланов
Кирил Міланов (болг. Кирил Миланов, 17 вересня 1948, Дупниця — 25 січня 2011) — болгарський футболіст, що грав на позиції нападника.
Виступав, зокрема, за «Левскі», а також національну збірну Болгарії, у складі якої був учасником чемпіонату світу 1974 року.

## Клубна кар'єра
У дорослому футболі дебютував 1966 року виступами за команду «Марек» (Дупниця), в якій провів п'ять сезонів, після чого протягом 1971—1973 років захищав кольори клубу «Академик» (Софія).
1973 року перейшов до клубу «Левскі», за який відіграв 5 сезонів. За цей час двічі виборював став чемпіоном Болгарії та володарем національного кубка, забивши 34 голи в 82 іграх чемпіонату. Вті найкраще Міланов продемонстрував свої навички реалізації у європейських клубних турнірах. З «Левскі» він був чвертьфіналістом Кубка УЄФА в 1976 році та Кубок володарів кубків у 1977 році. Саме тоді, у сезоні 1976/77 років, він став найкращим бомбардиром турніру з 13 голами. Шість з них (рекорд для Болгарії в одному матчі) Кирил забив фінському клубу «Лахден Рейпас» в Софії, потім ще чотири у матчі-відповіді, і по одному португальській «Боавішті» в Порту і в Софії та один в іспанському «Атлетіко Мадрид».
У 1977 році за розпорядженням секретаря ЦК БКП Мілко Балева Міланов був пожиттєво дискваліфікований через бійку з футболістом «Локомотива» (Софія) Йорданом Стойковим. В результаті у сезоні 1977/78 Міланов виступав за клуб лише у єврокубках, забивши 3 голи у 4 іграх Кубка європейських чемпіонів, після чого змушений був завершити кар'єру у віці лише 30 років.

## Виступи за збірну
18 квітня 1973 року дебютував в офіційних матчах у складі національної збірної Болгарії в грі Балканського кубка проти Туреччини (2:5), забивши гол. Більше в рамках цього турніру, що тривав до 1976 року, не грав, але став переможцем змагань.
У складі збірної був учасником чемпіонату світу 1974 року у ФРН, де жодного разу не виходив на поле, а болгари не виграли жодної гри та не змогли пройти груповий етап.
Загалом протягом кар'єри у національній команді, яка тривала 5 років, провів у її формі 21 матчів, забивши 4 голи.
Помер 25 січня 2011 року на 63-му році життя.

## Статистика виступів

### Статистика виступів за збірну
| Дата       | Місто         | Господарі | Результат | Гості             | Турнір            | Голи | Примітки |
| ---------- | ------------- | --------- | --------- | ----------------- | ----------------- | ---- | -------- |
| 10-11-1971 | Нант          | Франція   | 2 – 1     | Болгарія          | Відбір до ЧЄ 1972 | -    | 85'      |
| 10-11-1971 | Софія (місто) | Болгарія  | 1 – 2     | Греція            | товариський матч  | -    | 61'      |
| 7-6-1972   | Москва        | СРСР      | 1 – 0     | Болгарія          | товариський матч  | -    | 86'      |
| 18-10-1972 | Софія (місто) | Болгарія  | 3 – 0     | Північна Ірландія | Відбір до ЧС 1974 | -    | 69'      |
| Усього     |               | Матчів    | 4         |                   | Голів             | 0    |          |

## Титули і досягнення
- Чемпіон Болгарії (2):

«Левскі»: 1973–74, 1976–77
- Володар Кубка Болгарії (2):

«Левскі»: 1976–77, 1977–78

### Особисті
- Найкращий бомбардир Кубка володарів кубків (1):

1976–77 (13 голів)